# Port Dufferin
Port Dufferin est une communauté rurale de la région d'Eastern Shore (en) en Nouvelle-Écosse, au Canada. Elle fait partie de la municipalité régionale de Halifax

## Toponyme
La communauté a d'abord été connue sous le nom de Salmon River avant d'être renommée en 1899 par une loi du Parlement. Son nom actuel rend hommage à Frederick Blackwood, premier marquis de Dufferin et gouverneur général du Canada de 1872 à 1878.

## Situation géographique
La communauté est située sur la promenade Marine (en) sur la route 7 à environ 15 km à l'est de Sheet Harbour. 
Port Dufferin est situé à l'embouchure de la Salmon River, là où elle se jette dans Beaver Harbour. Les eaux d'amont de la rivière principale sont situées au lac Lewiston, à 9 km au  nord-ouest de la communauté à une altitude d'environ,.

## Histoire
Le peuplement a probablement commencé au début du XIXe siècle et neuf familles vivaient dans la région en 1827. En 1956 le recensement indique une population de 232 personnes.
Une église anglicane a commencé à être construite au début des années 1840 et a été consacrée le 11 août 1852. L'église a été détruite dans les années 1890 et une nouvelle église a été construite peu de temps après, consacrée à la fin de 1894. Une église presbytérienne ouvre ses portes en mars 1904.  
Un bureau postal est ouvert en 1855, Une école de rang est ouverte en 1866  et le gouvernement construit un pied de quai en 1898.
En 1971 la Ligue de tempérance y ouvre un « Temperance Hall ».
Plusieurs écoles remplaceront celle ouverte en 1866, en 1940 la nouvelle école fera deux pièces.
Les principales ressources économiques sont la pèche et l'agriculture, une usine de homard possédée par Sir Henry Balcon est en activité à partir de 1883.

## Annexe